# Élections municipales de 2021 dans Bellechasse
Pour un article plus général, voir Élections municipales de 2021 en Chaudière-Appalaches.
Cet article concerne les élections municipales de 2021 en Chaudière-Appalaches dans la municipalité régionale de comté de Bellechasse.

## Bellechasse

### Armagh
Résultats
|             | Élection (2017)                                                                                     | Dissolution (2021)                                                                | Élection (2021)                                                                                         |
| Maire       | Sarto Roy                                                                                           | Sarto Roy                                                                         | Suzie Bernier                                                                                           |
| Conseillers | Benoit Gagnon Maxime Bradette Marie Madeleine Sirois Robert Gagnon Gilles Lacroix Sébastien Mercier | Vacant Maxime Bradette Marie Madeleine Sirois Robert Gagnon Gilles Lacroix Vacant | Marie-Ève Caron Jean-François Labrecque Nicolas Guillemette Corinne Boucher Cédric Beaulieu Keven Jolin |

| Partis | Partis               | Candidats pour la mairie                           | Vote | %     |
| ------ | -------------------- | -------------------------------------------------- | ---- | ----- |
|        | Équipe Suzie Bernier | Suzie Bernier                                      | 360  | 52,40 |
|        | Indépendant          | Guylain Chamberland                                | 180  | 26,20 |
|        | Indépendante         | Marie Madeleine Sirois (Sortante d'un autre poste) | 98   | 14,26 |
|        | Indépendant          | Bertrand Demers                                    | 49   | 7,13  |

| Partis | Partis               | Candidats poste #1 | Vote | %     |
| ------ | -------------------- | ------------------ | ---- | ----- |
|        | Équipe Suzie Bernier | Marie-Ève Caron    | 502  | 75,04 |
|        | Indépendant          | Denis Nadeau       | 167  | 24,96 |

| Partis | Partis               | Candidats poste #2        | Vote | %     |
| ------ | -------------------- | ------------------------- | ---- | ----- |
|        | Équipe Suzie Bernier | Jean-François Labrecque   | 464  | 69,57 |
|        | Indépendant          | Maxime Bradette (Sortant) | 203  | 30,43 |

| Partis | Partis               | Candidats poste #3  | Vote            | %               |
| ------ | -------------------- | ------------------- | --------------- | --------------- |
|        | Équipe Suzie Bernier | Nicolas Guillemette | Sans opposition | Sans opposition |

| Partis | Partis               | Candidats poste #4 | Vote | %     |
| ------ | -------------------- | ------------------ | ---- | ----- |
|        | Équipe Suzie Bernier | Corinne Boucher    | 491  | 74,39 |
|        | Indépendant          | Benoît Voyer       | 100  | 15,15 |
|        | Indépendante         | Lynda Corriveau    | 69   | 10,45 |

| Partis | Partis               | Candidats poste #5       | Vote | %     |
| ------ | -------------------- | ------------------------ | ---- | ----- |
|        | Équipe Suzie Bernier | Cédric Beaulieu          | 501  | 74,11 |
|        | Indépendant          | Gilles Lacroix (Sortant) | 175  | 25,89 |

| Partis | Partis               | Candidats poste #6 | Vote | %     |
| ------ | -------------------- | ------------------ | ---- | ----- |
|        | Équipe Suzie Bernier | Keven Jolin        | 431  | 63,85 |
|        | Indépendante         | Céline Beaudoin    | 244  | 36,15 |

- Démission de Kéven Jolin, conseiller #6, le 27 mars 2022[1].
- Démission de Corinne Boucher, conseillère #4, le 12 avril 2022[2].
- Élection de François Lemieux au poste de conseiller #4 vers le 20 octobre 2022[3].

| Candidats poste #4 | Vote | %   |
| ------------------ | ---- | --- |
| François Lemieux   | n/d  | n/d |

- Démission de Cédric Beaulieu, conseiller #5, le 10 janvier 2023[4].
- Élection sans opposition de Guylain Chamberland au poste de conseiller #5 le 24 mars 2023[5].

| Candidats poste #5  | Vote                     | %                        |
| ------------------- | ------------------------ | ------------------------ |
| Guylain Chamberland | Élection sans opposition | Élection sans opposition |

- Démission de François Lemieux, conseiller #4, le 3 avril 2023[6].
- Élection de Christian Therrien au poste de conseiller #6 le 23 avril 2023[5],[7].

| Candidats poste #6    | Vote        | %     |
| --------------------- | ----------- | ----- |
| Christian Therrien    | 180         | 51,58 |
| Mélanie Bolduc        | 169         | 48,42 |
| Bulletins rejetés     | 4           |       |
| Taux de participation | 353 / 1 219 | 28,96 |

- Élection sans opposition de Mélanie Bolduc au poste de conseillère #4 le 18 juin 2023[8].

| Candidats poste #4 | Vote                     | %                        |
| ------------------ | ------------------------ | ------------------------ |
| Mélanie Bolduc     | Élection sans opposition | Élection sans opposition |

### Beaumont
Résultats
|             | Élection (2017)                                                                                  | Dissolution (2021)                                                                               | Élection (2021)                                                                                       |
| Maire       | David L. Christopher                                                                             | David L. Christopher                                                                             | David L. Christopher                                                                                  |
| Conseillers | Gaétan Lefebvre Nicole Massicotte Claude Lemieux Suzanne Lachance Mélanie Jalbert Donald Mercier | Gaétan Lefebvre Nicole Massicotte Claude Lemieux Suzanne Lachance Mélanie Jalbert Donald Mercier | Gaétan Lefebvre Nicole Massicotte Claude Lemieux Suzanne Lachance Andy Labrie-Laflamme Donald Mercier |

| Candidats pour la mairie       | Vote            | %               |
| ------------------------------ | --------------- | --------------- |
| David L. Christopher (Sortant) | Sans opposition | Sans opposition |

| Candidats district Du Moulin (1) | Vote            | %               |
| -------------------------------- | --------------- | --------------- |
| Gaétan Lefebvre (Sortant)        | Sans opposition | Sans opposition |

| Candidats district D'Orléans (2) | Vote            | %               |
| -------------------------------- | --------------- | --------------- |
| Nicole Massicotte (Sortante)     | Sans opposition | Sans opposition |

| Candidats district Du Domaine (3) | Vote            | %               |
| --------------------------------- | --------------- | --------------- |
| Claude Lemieux (Sortant)          | Sans opposition | Sans opposition |

| Candidats district de la Seigneurie (4) | Vote            | %               |
| --------------------------------------- | --------------- | --------------- |
| Suzanne Lachance (Sortante)             | Sans opposition | Sans opposition |

| Candidats district De Vincennes (5) | Vote            | %               |
| ----------------------------------- | --------------- | --------------- |
| Andy Labrie-Laflamme                | Sans opposition | Sans opposition |

| Candidats district de Ville-Marie (6) | Vote            | %               |
| ------------------------------------- | --------------- | --------------- |
| Donald Mercier (Sortant)              | Sans opposition | Sans opposition |

- Vacances du poste de conseiller du district De Vincennes (5) en raison de l'absence de prestation de serment d'Andy Labrie-Laflamme dans les 30 jours suivants sa proclamation d'élection[9].
- Élection de Dave Ouellet au poste de conseiller du district De Vincennes (5) le 6 mars 2022[10].

| Candidats district De Vincennes (5) | Vote | %   |
| ----------------------------------- | ---- | --- |
| Dave Ouellet                        | n/d  | n/d |

### Honfleur
Résultats
|             | Élection (2017)                                                                            | Dissolution (2021)                                                                         | Élection (2021)                                                                                   |
| Maire       | Luc Dion                                                                                   | Luc Dion                                                                                   | Luc Dion                                                                                          |
| Conseillers | Jérôme Boissonneault Michel Sirois Jean Lacasse Gaétan Henry Vincent Audet Mario Arsenault | Jérôme Boissonneault Michel Sirois Jean Lacasse Gaétan Henry Vincent Audet Mario Arsenault | Jérôme Boissonneault Claudia Laflamme Lise Tremblay Richard Lacasse Vincent Audet Mario Arsenault |

| Candidats pour la mairie | Vote            | %               |
| ------------------------ | --------------- | --------------- |
| Luc Dion (Sortant)       | Sans opposition | Sans opposition |

| Candidats conseiller #1        | Vote            | %               |
| ------------------------------ | --------------- | --------------- |
| Jérôme Boissonneault (Sortant) | Sans opposition | Sans opposition |

| Candidats conseiller #2 | Vote | %     |
| ----------------------- | ---- | ----- |
| Claudia Laflamme        | 208  | 67,31 |
| Amélie Carrier          | 101  | 32,69 |

| Candidats conseiller #3 | Vote            | %               |
| ----------------------- | --------------- | --------------- |
| Lise Tremblay           | Sans opposition | Sans opposition |

| Candidats conseiller #4 | Vote | %     |
| ----------------------- | ---- | ----- |
| Richard Laflamme        | 234  | 74,05 |
| Gaétan Henry (Sortant)  | 82   | 25,95 |

| Candidats conseiller #5 | Vote            | %               |
| ----------------------- | --------------- | --------------- |
| Vincent Audet (Sortant) | Sans opposition | Sans opposition |

| Candidats conseiller #6   | Vote            | %               |
| ------------------------- | --------------- | --------------- |
| Mario Arsenault (Sortant) | Sans opposition | Sans opposition |

### La Durantaye
Résultats
|             | Élection (2017)                                                                       | Dissolution (2021)                                                                    | Élection (2021)                                                                       |
| Maire       | Yvon Dumont                                                                           | Yvon Dumont                                                                           | Yvon Dumont                                                                           |
| Conseillers | Norman Rainville Aucune candidature Régis Fortin Aucune candidature Huguette Laflamme | Norman Rainville Karl Bédard Réjean Girard Régis Fortin Denis Morin Huguette Laflamme | Norman Rainville Carl Dorval Réjean Girard Régis Fortin Denis Morin Huguette Laflamme |

| Candidats pour la mairie | Vote            | %               |
| ------------------------ | --------------- | --------------- |
| Yvon Dumont (Sortant)    | Sans opposition | Sans opposition |

| Candidats conseiller #1    | Vote            | %               |
| -------------------------- | --------------- | --------------- |
| Norman Rainville (Sortant) | Sans opposition | Sans opposition |

| Candidats conseiller #2 | Vote            | %               |
| ----------------------- | --------------- | --------------- |
| Carl Dorval             | Sans opposition | Sans opposition |

| Candidats conseiller #3 | Vote            | %               |
| ----------------------- | --------------- | --------------- |
| Réjean Girard (Sortant) | Sans opposition | Sans opposition |

| Candidats conseiller #4 | Vote | %     |
| ----------------------- | ---- | ----- |
| Régis Fortin (Sortant)  | 171  | 67,86 |
| Patrice Picard          | 81   | 32,14 |

| Candidats conseiller #5 | Vote | %     |
| ----------------------- | ---- | ----- |
| Denis Morin (Sortant)   | 158  | 62,70 |
| Sylvain Fleury          | 94   | 37,30 |

| Candidats conseiller #6      | Vote            | %               |
| ---------------------------- | --------------- | --------------- |
| Huguette Laflamme (Sortante) | Sans opposition | Sans opposition |

### Notre-Dame-Auxiliatrice-de-Buckland
Résultats
|             | Élection (2017)                                                                             | Dissolution (2021)                                                                  | Élection (2021)                                                                                |
| Maire       | Jean-Yves Turmel                                                                            | Jean-Yves Turmel                                                                    | Miguel Fillion                                                                                 |
| Conseillers | Michel Galarneau Miguel Fillion Roland Turgeon Pierre P. Gill Nancy Rouillard Sylvie Blouin | Michel Galarneau Miguel Fillion Roland Turgeon Vacant Nancy Rouillard Sylvie Blouin | Gabriel Paquet Francis Labrecque Sylvie Lefbvre Eric Fontaine Nancy Rouillard André Morissette |

| Candidats pour la mairie                  | Vote            | %               |
| ----------------------------------------- | --------------- | --------------- |
| Miguel Fillion (Sortant d'un autre poste) | Sans opposition | Sans opposition |

| Candidats conseiller #1 | Vote            | %               |
| ----------------------- | --------------- | --------------- |
| Gabriel Paquet          | Sans opposition | Sans opposition |

| Candidats conseiller #2 | Vote            | %               |
| ----------------------- | --------------- | --------------- |
| Francis Labrecque       | Sans opposition | Sans opposition |

| Candidats conseiller #3  | Vote | %     |
| ------------------------ | ---- | ----- |
| Sylvie Lefebvre          | 201  | 69,07 |
| Roland Turgeon (Sortant) | 90   | 30,93 |

| Candidats conseiller #4 | Vote            | %               |
| ----------------------- | --------------- | --------------- |
| Eric Fontaine           | Sans opposition | Sans opposition |

| Candidats conseiller #5   | Vote            | %               |
| ------------------------- | --------------- | --------------- |
| Nancy Rouillard (Sortant) | Sans opposition | Sans opposition |

| Candidats conseiller #6  | Vote | %     |
| ------------------------ | ---- | ----- |
| André Morissette         | 232  | 78,91 |
| Sylvie Blouin (Sortante) | 62   | 21,09 |

- Démission d'Éric Fontaine, conseiller #4, le 4 avril 2023[11].
- Élection sans opposition de Claude Gignac au poste de conseiller #4 le 29 octobre 2023[12].

| Candidats conseiller #4 | Vote            | %               |
| ----------------------- | --------------- | --------------- |
| Claude Gignac           | Sans opposition | Sans opposition |

### Saint-Anselme
Résultats
|             | Élection (2017)                                                                  | Dissolution (2021)                                                               | Élection (2021)                                                                        |
| Maire       | Yves Turgeon                                                                     | Yves Turgeon                                                                     | Yves Turgeon                                                                           |
| Conseillers | Dominic Bernier Dominic Blais Réal Audet André Gagnon Marial Morin Alain Carrier | Dominic Bernier Dominic Blais Réal Audet André Gagnon Marial Morin Alain Carrier | Jean-Françcois Carrier Denis Couture Simon Roy Gaétan Turgeon Jérôme Roy Alain Carrier |

| Taux de participation :                | Taux de participation :                | Taux de participation :                | Taux de participation :                | Taux de participation :                | 49,2 % |
| Nombre de votes valides :              | Nombre de votes valides :              | Nombre de votes valides :              | Nombre de votes valides :              | Nombre de votes valides :              | 1 553  |
| Nombre de votes rejetées à la mairie : | Nombre de votes rejetées à la mairie : | Nombre de votes rejetées à la mairie : | Nombre de votes rejetées à la mairie : | Nombre de votes rejetées à la mairie : | 13     |
| Nombre d'électeurs inscrits :          | Nombre d'électeurs inscrits :          | Nombre d'électeurs inscrits :          | Nombre d'électeurs inscrits :          | Nombre d'électeurs inscrits :          | 3 185  |

| Partis | Partis          | Candidats pour la mairie | Vote | %     |
| ------ | --------------- | ------------------------ | ---- | ----- |
|        | Indépendant     | Yves Turgeon (Sortant)   | 782  | 50,35 |
|        | Équipe Roch Roy | Roch Roy                 | 771  | 49,65 |

| Partis | Partis          | Candidats conseiller #1 | Vote | %     |
| ------ | --------------- | ----------------------- | ---- | ----- |
|        | Indépendant     | Jean-François Carrier   | 830  | 55,44 |
|        | Équipe Roch Roy | Yves Marquis            | 667  | 44,56 |

| Partis | Partis          | Candidats conseiller #2 | Vote            | %               |
| ------ | --------------- | ----------------------- | --------------- | --------------- |
|        | Équipe Roch Roy | Denis Couture           | Sans opposition | Sans opposition |

| Partis | Partis          | Candidats conseiller #3 | Vote | %     |
| ------ | --------------- | ----------------------- | ---- | ----- |
|        | Équipe Roch Roy | Simon Roy               | 881  | 59,25 |
|        | Indépendante    | Rudy Fillion            | 606  | 40,75 |

| Partis | Partis          | Candidats conseiller #4 | Vote            | %               |
| ------ | --------------- | ----------------------- | --------------- | --------------- |
|        | Équipe Roch Roy | Gaétan Turgeon          | Sans opposition | Sans opposition |

| Partis | Partis          | Candidats conseiller #5 | Vote            | %               |
| ------ | --------------- | ----------------------- | --------------- | --------------- |
|        | Équipe Roch Roy | Jérôme Roy              | Sans opposition | Sans opposition |

| Partis | Partis          | Candidats conseiller #6 | Vote            | %               |
| ------ | --------------- | ----------------------- | --------------- | --------------- |
|        | Équipe Roch Roy | Alain Carrier (Sortant) | Sans opposition | Sans opposition |

### Saint-Charles-de-Bellechasse
Résultats
|             | Élection (2017)                                                                           | Dissolution (2021)                                                                        | Élection (2021)                                                                             |
| Maire       | Martin Lacasse                                                                            | Martin Lacasse                                                                            | Pascal Rousseau                                                                             |
| Conseillers | Lynda Carrier Réjean Boutin Alexandre Morin François Audet Majorie Asselin Réjean Lemieux | Lynda Carrier Réjean Boutin Alexandre Morin François Audet Majorie Asselin Réjean Lemieux | Carl Robichaud Réjean Boutin Alexandre Morin Aucune candidature Yvon Bernier Réjean Lemieux |

| Candidats pour la mairie | Vote            | %               |
| ------------------------ | --------------- | --------------- |
| Pascal Rousseau          | Sans opposition | Sans opposition |

| Candidats district #1 | Vote            | %               |
| --------------------- | --------------- | --------------- |
| Carl Robichaud        | Sans opposition | Sans opposition |

| Candidats district #2   | Vote            | %               |
| ----------------------- | --------------- | --------------- |
| Réjean Boutin (Sortant) | Sans opposition | Sans opposition |

| Candidats district #3     | Vote            | %               |
| ------------------------- | --------------- | --------------- |
| Alexandre Morin (Sortant) | Sans opposition | Sans opposition |

| Candidats district #4 | Vote | % |
| --------------------- | ---- | - |
| Aucune candidature    |      |   |

| Candidats district #5 | Vote            | %               |
| --------------------- | --------------- | --------------- |
| Yvon Bernier          | Sans opposition | Sans opposition |

| Candidats district #6    | Vote            | %               |
| ------------------------ | --------------- | --------------- |
| Réjean Lemieux (Sortant) | Sans opposition | Sans opposition |

- Élection de Sonia Godbout au poste de conseillère district #4 le 28 novembre 2021[13].

| Candidats district #4     | Vote      | %     |
| ------------------------- | --------- | ----- |
| Sonia Godbout             | 48        | 47,06 |
| Gino Labrecque            | 32        | 31,37 |
| Francis Labonté           | 12        | 11,76 |
| Michel Boucher            | 10        | 9,80  |
| Marylin Élément-Robichaud | 0         | 0     |
| Bulletins rejetés         | 2         |       |
| Taux de participation     | 104 / 359 | 28,97 |

- Démission de Sonia Godbout, conseillère #1, le 5 septembre 2023[14].
- Gino Labrecque entre au conseil au poste de conseiller #1 en 2023.

### Saint-Damien-de-Buckland
Résultats
|             | Élection (2017)                                                                                     | Dissolution (2021)                                                                                  | Élection (2021)                                                                                     |
| Maire       | Sébastien Bourget                                                                                   | Sébastien Bourget                                                                                   | Sébastien Bourget                                                                                   |
| Conseillers | Normand Mercier Pierre Thibert Line Fradette Simon Bissonnette Gaétan Labrecque Jean-Louis Thibault | Normand Mercier Pierre Thibert Line Fradette Simon Bissonnette Gaétan Labrecque Jean-Louis Thibault | Normand Mercier Annick Patoine Line Fradette Simon Bissonnette Gaétan Labrecque Jean-Louis Thibault |

| Candidats pour la mairie    | Vote            | %               |
| --------------------------- | --------------- | --------------- |
| Sébastien Bourget (Sortant) | Sans opposition | Sans opposition |

| Candidats conseiller #1   | Vote            | %               |
| ------------------------- | --------------- | --------------- |
| Normand Mercier (Sortant) | Sans opposition | Sans opposition |

| Candidats conseiller #2  | Vote | %     |
| ------------------------ | ---- | ----- |
| Annick Patoine           | 363  | 64,48 |
| Pierre Thibert (Sortant) | 200  | 35,52 |

| Candidats conseiller #3  | Vote            | %               |
| ------------------------ | --------------- | --------------- |
| Line Fradette (Sortante) | Sans opposition | Sans opposition |

| Candidats conseiller #4     | Vote            | %               |
| --------------------------- | --------------- | --------------- |
| Simon Bissonnette (Sortant) | Sans opposition | Sans opposition |

| Candidats conseiller #5    | Vote            | %               |
| -------------------------- | --------------- | --------------- |
| Gaétan Labrecque (Sortant) | Sans opposition | Sans opposition |

| Candidats conseiller #6       | Vote            | %               |
| ----------------------------- | --------------- | --------------- |
| Jean-Louis Thibault (Sortant) | Sans opposition | Sans opposition |

### Saint-Gervais
Résultats
|             | Élection (2017)                                                                              | Dissolution (2021)                                                                           | Élection (2021)                     |
| Maire       | Manon Goulet                                                                                 | Manon Goulet                                                                                 | Gilles Nadeau                       |
| Conseillers | Diane Bilodeau Denise Lapierre Sylvie Lemelin Guillaume Vermette Diane Pouliot Myriam Goulet | Diane Bilodeau Denise Lapierre Sylvie Lemelin Guillaume Vermette Diane Pouliot Myriam Goulet | Vincent Bilodeau Aucune candidature |

| Candidats pour la mairie | Vote            | %               |
| ------------------------ | --------------- | --------------- |
| Gilles Nadeau            | Sans opposition | Sans opposition |

| Candidats conseiller #1 | Vote            | %               |
| ----------------------- | --------------- | --------------- |
| Vincent Bilodeau        | Sans opposition | Sans opposition |

| Candidats conseiller #2 | Vote | % |
| ----------------------- | ---- | - |
| Aucune candidature      |      |   |

| Candidats conseiller #3 | Vote | % |
| ----------------------- | ---- | - |
| Aucune candidature      |      |   |

| Candidats conseiller #4 | Vote | % |
| ----------------------- | ---- | - |
| Aucune candidature      |      |   |

| Candidats conseiller #5 | Vote | % |
| ----------------------- | ---- | - |
| Aucune candidature      |      |   |

| Candidats conseiller #6 | Vote | % |
| ----------------------- | ---- | - |
| Aucune candidature      |      |   |

- Élection sans opposition de Rosanne Pomerleau (conseillère #2), Éric Asselin (conseiller #3), Nicolas Turcotte (conseiller #4), Roxanne Boudreault-Guimond (conseillère #5) et Marc Martineau (conseiller #6)[15][réf. à confirmer],[16].

| Candidats conseiller #2 | Vote            | %               |
| ----------------------- | --------------- | --------------- |
| Rosanne Pomerleau       | Sans opposition | Sans opposition |

| Candidats conseiller #3 | Vote            | %               |
| ----------------------- | --------------- | --------------- |
| Éric Asselin            | Sans opposition | Sans opposition |

| Candidats conseiller #4 | Vote            | %               |
| ----------------------- | --------------- | --------------- |
| Nicolas Turcotte        | Sans opposition | Sans opposition |

| Candidats conseiller #5    | Vote            | %               |
| -------------------------- | --------------- | --------------- |
| Roxanne Boudreault-Guimond | Sans opposition | Sans opposition |

| Candidats conseiller #6 | Vote            | %               |
| ----------------------- | --------------- | --------------- |
| Marc Martineau          | Sans opposition | Sans opposition |

- Démission de Rosanne Pomerleau, conseillère #2, en décembre 2022[17].
- Élection sans opposition de Josée Lemieux au poste de conseillère #2 le 24 mars 2023[5].

| Candidats conseiller #2 | Vote            | %               |
| ----------------------- | --------------- | --------------- |
| Josée Lemieux           | Sans opposition | Sans opposition |

- Démission de Roxanne Boudreault-Guimond, conseillère #5, peu avant le 5 septembre 2023[18].
- Élection sans opposition d'André Laterreur au poste de conseiller #5 le 10 décembre 2023[19].

| Candidats conseiller #5 | Vote            | %               |
| ----------------------- | --------------- | --------------- |
| André Laterreur         | Sans opposition | Sans opposition |

### Saint-Henri
Résultats
|             | Élection (2017)                                                                              | Dissolution (2021)                                                                           | Élection (2021)                                                                                    |
| Maire       | Germain Caron                                                                                | Germain Caron                                                                                | Germain Caron                                                                                      |
| Conseillers | Richard Turgeon Bruno Vallières Julie Dumont Michel L'Heureux Jules Roberge Gervais Gosselin | Richard Turgeon Bruno Vallières Julie Dumont Michel L'Heureux Jules Roberge Gervais Gosselin | Richard Turgeon Bruno Vallières Julie Dumont Michel L'Heureux François Robitaille Gervais Gosselin |

| Candidats pour la mairie | Vote            | %               |
| ------------------------ | --------------- | --------------- |
| Germain Caron (Sortant)  | Sans opposition | Sans opposition |

| Candidats district #1     | Vote            | %               |
| ------------------------- | --------------- | --------------- |
| Richard Turgeon (Sortant) | Sans opposition | Sans opposition |

| Candidats district #2     | Vote            | %               |
| ------------------------- | --------------- | --------------- |
| Bruno Vallières (Sortant) | Sans opposition | Sans opposition |

| Candidats district #3  | Vote            | %               |
| ---------------------- | --------------- | --------------- |
| Julie Dumont (Sortant) | Sans opposition | Sans opposition |

| Candidats district #4      | Vote            | %               |
| -------------------------- | --------------- | --------------- |
| Michel L'Heureux (Sortant) | Sans opposition | Sans opposition |

| Candidats district #5 | Vote            | %               |
| --------------------- | --------------- | --------------- |
| François Robitaille   | Sans opposition | Sans opposition |

| Candidats district #6      | Vote            | %               |
| -------------------------- | --------------- | --------------- |
| Gervais Gosselin (Sortant) | Sans opposition | Sans opposition |

### Saint-Lazare-de-Bellechasse
Résultats
|             | Élection (2017)                                                                           | Dissolution (2021)                                                                        | Élection (2021)                                                                          |
| Maire       | Martin J. Côté                                                                            | Martin J. Côté                                                                            | Martin J. Côté                                                                           |
| Conseillers | Michel Labbé Frédéric Bonin Michelle Lemelin Sylvain Aubé Roger Bélanger Stéphane Leblond | Michel Labbé Frédéric Bonin Michelle Lemelin Sylvain Aubé Roger Bélanger Stéphane Leblond | Michel Labbé Frédéric Bonin Alex Chabot Brigitte Claveau Roger Bélanger Stéphane Leblond |

| Candidats pour la mairie | Vote            | %               |
| ------------------------ | --------------- | --------------- |
| Martin J. Côté (Sortant) | Sans opposition | Sans opposition |

| Candidats conseiller #1 | Vote            | %               |
| ----------------------- | --------------- | --------------- |
| Michel Labbé (Sortant)  | Sans opposition | Sans opposition |

| Candidats conseiller #2  | Vote            | %               |
| ------------------------ | --------------- | --------------- |
| Frédéric Bonin (Sortant) | Sans opposition | Sans opposition |

| Candidats conseiller #3    | Vote | %     |
| -------------------------- | ---- | ----- |
| Alex Chabot                | 269  | 57,36 |
| Michèle Lemelin (Sortante) | 200  | 42,64 |

| Candidats conseiller #4 | Vote | %     |
| ----------------------- | ---- | ----- |
| Brigitte Claveau        | 268  | 58,13 |
| Sylvain Aubé (Sortant)  | 193  | 41,87 |

| Candidats conseiller #5  | Vote            | %               |
| ------------------------ | --------------- | --------------- |
| Roger Bélanger (Sortant) | Sans opposition | Sans opposition |

| Candidats conseiller #6    | Vote            | %               |
| -------------------------- | --------------- | --------------- |
| Stéphane Leblond (Sortant) | Sans opposition | Sans opposition |

### Saint-Léon-de-Standon
Résultats
|             | Élection (2017)                                                                             | Dissolution (2021)                                                                          | Élection (2021)                                                                                    |
| Maire       | Bernard Morin                                                                               | Bernard Morin                                                                               | Bernard Morin                                                                                      |
| Conseillers | Sylvie Morin Roger Audet Jacques Bisson Alain Provençal Micheline Desjardins Isabelle Hince | Sylvie Morin Roger Audet Jacques Bisson Alain Provençal Micheline Desjardins Isabelle Hince | Alexandre Leblanc Roger Audet Lyse Grenier Alain Provençal Lisette Gosselin Alix Jonathan Larouche |

| Candidats pour la mairie | Vote            | %               |
| ------------------------ | --------------- | --------------- |
| Bernard Morin (Sortant)  | Sans opposition | Sans opposition |

| Candidats conseiller #1 | Vote | %     |
| ----------------------- | ---- | ----- |
| Alexandre Leblanc       | 293  | 54,46 |
| Sylvie Morin (Sortante) | 245  | 45,54 |

| Candidats conseiller #2 | Vote | %     |
| ----------------------- | ---- | ----- |
| Roger Audet (Sortant)   | 358  | 66,54 |
| Mélanie Bisson          | 180  | 33,46 |

| Candidats conseiller #3 | Vote            | %               |
| ----------------------- | --------------- | --------------- |
| Lyse Grenier            | Sans opposition | Sans opposition |

| Candidats conseiller #4   | Vote            | %               |
| ------------------------- | --------------- | --------------- |
| Alain Provençal (Sortant) | Sans opposition | Sans opposition |

| Candidats conseiller #5 | Vote | %     |
| ----------------------- | ---- | ----- |
| Lisette Gosselin Alix   | 284  | 53,18 |
| Emmanuel Fontaine       | 250  | 46,82 |

| Candidats conseiller #6 | Vote | %     |
| ----------------------- | ---- | ----- |
| Jonathan Larouche       | 303  | 56,53 |
| Steven Asselin          | 233  | 43,47 |

### Saint-Malachie
Résultats
|             | Élection (2017)                                                                       | Dissolution (2021)                                                                      | Élection (2021)                                                                                       |
| Maire       | Denis Laflamme                                                                        | Denis Laflamme                                                                          | Larry Quigley                                                                                         |
| Conseillers | Maryan Lacasse Isabelle Pouliot Lucien Boutin Lyse Ferland Richard Côté Johanne Blais | Maryan Lacasse Isabelle Pouliot Lucien Boutin Mélanie Dumas Larry Quigley Johanne Blais | Stéphane Giguère Rodrigue Picard Aucune candidature Philippe Gaboury Aucune candidature Lydia Pouliot |

| Candidats pour la mairie                 | Vote            | %               |
| ---------------------------------------- | --------------- | --------------- |
| Larry Quigley (Sortant d'un autre poste) | Sans opposition | Sans opposition |

| Candidats conseiller #1 | Vote            | %               |
| ----------------------- | --------------- | --------------- |
| Stéphane Giguère        | Sans opposition | Sans opposition |

| Candidats conseiller #2 | Vote            | %               |
| ----------------------- | --------------- | --------------- |
| Rodrigue Picard         | Sans opposition | Sans opposition |

| Candidats conseiller #3 | Vote | % |
| ----------------------- | ---- | - |
| Aucune candidature      |      |   |

| Candidats conseiller #4 | Vote            | %               |
| ----------------------- | --------------- | --------------- |
| Philippe Gaboury        | Sans opposition | Sans opposition |

| Candidats conseiller #5 | Vote | % |
| ----------------------- | ---- | - |
| Aucune candidature      |      |   |

| Candidats conseiller #6 | Vote            | %               |
| ----------------------- | --------------- | --------------- |
| Lydia Pouliot           | Sans opposition | Sans opposition |

- Élection sans opposition de Marcel Roy au poste de conseiller #3 et de Yohan Guillemette au poste de conseiller #5 le 28 novembre 2021[20].

| Candidats conseiller #3 | Vote            | %               |
| ----------------------- | --------------- | --------------- |
| Marcel Roy              | Sans opposition | Sans opposition |

| Candidats conseiller #5 | Vote            | %               |
| ----------------------- | --------------- | --------------- |
| Yohan Guillemette       | Sans opposition | Sans opposition |

### Saint-Michel-de-Bellechasse
Résultats
|             | Élection (2017)                                                                               | Dissolution (2021)                                                   | Élection (2021)                                                                   |
| Maire       | Éric Tessier                                                                                  | Éric Tessier                                                         | Stéphane Garneau                                                                  |
| Conseillers | Suzanne Côté Clermont Lacasse Frédéric Lavigne Isabelle Robin Michèle Legendre Sylvain Lauzon | Suzanne Côté Clermont Lacasse Frédéric Lavigne Vacant Sylvain Lauzon | Ronald Gonthier Nathalie Lessard Sylvie Lauzon Janny Roy André Goulet Dany Simard |

| Taux de participation :                | Taux de participation :                | Taux de participation :                | Taux de participation :                | Taux de participation :                | 63,8 % |
| Nombre de votes valides :              | Nombre de votes valides :              | Nombre de votes valides :              | Nombre de votes valides :              | Nombre de votes valides :              | 988    |
| Nombre de votes rejetées à la mairie : | Nombre de votes rejetées à la mairie : | Nombre de votes rejetées à la mairie : | Nombre de votes rejetées à la mairie : | Nombre de votes rejetées à la mairie : | 15     |
| Nombre d'électeurs inscrits :          | Nombre d'électeurs inscrits :          | Nombre d'électeurs inscrits :          | Nombre d'électeurs inscrits :          | Nombre d'électeurs inscrits :          | 1 571  |

| Candidats pour la mairie                    | Vote | %     |
| ------------------------------------------- | ---- | ----- |
| Stéphane Garneau (Sortant d'un autre poste) | 908  | 91,90 |
| Éric Tessier (Sortant)                      | 80   | 8,10  |

| Candidats conseiller #1 | Vote | %     |
| ----------------------- | ---- | ----- |
| Ronald Gonthier         | 854  | 86,97 |
| Suzanne Côté (Sortante) | 128  | 13,03 |

| Candidats conseiller #2                      | Vote | %     |
| -------------------------------------------- | ---- | ----- |
| Nathalie Lessard (Sortante d'un autre poste) | 800  | 81,72 |
| Éric Blais                                   | 179  | 18,28 |

| Candidats conseiller #3    | Vote | %     |
| -------------------------- | ---- | ----- |
| Sylvie Lauzon              | 838  | 85,16 |
| Frédéric Lavigne (Sortant) | 146  | 14,84 |

| Candidats conseiller #4 | Vote | %     |
| ----------------------- | ---- | ----- |
| Janny Roy               | 839  | 86,23 |
| Myriam Legras           | 134  | 13,77 |

| Candidats conseiller #5 | Vote            | %               |
| ----------------------- | --------------- | --------------- |
| André Goulet            | Sans opposition | Sans opposition |

| Candidats conseiller #6 | Vote            | %               |
| ----------------------- | --------------- | --------------- |
| Dany Simard             | Sans opposition | Sans opposition |

- Démission de Sylvie Lauzon, conseillère #3, annoncée lors de la séance du 12 septembre 2022[21].
- Élection sans opposition de Benoit Mathieu au poste de conseiller #3 le 27 novembre 2022[22].

| Candidats conseiller #3 | Vote            | %               |
| ----------------------- | --------------- | --------------- |
| Benoit Mathieu          | Sans opposition | Sans opposition |

- Démission de Janny Roy, conseillère #4, annoncée lors de la séance du 13 juillet 2023[23].
- Élection sans opposition de Rémy Pouliot au poste de conseiller #4 le 29 octobre 2023[24].

| Candidats conseiller #4 | Vote            | %               |
| ----------------------- | --------------- | --------------- |
| Rémy Pouliot            | Sans opposition | Sans opposition |

- Démission de Stéphane Garneau, maire, le 1er novembre 2023 en raison de problèmes de santé[25]. Benoit Mathieu, conseiller #3, exerce la fonction de maire suppléant pendant l'intérim[25].
- Élection sans opposition de Pierre Fradette au poste de maire le 1er février 2024[26].

| Candidats pour la mairie | Vote            | %               |
| ------------------------ | --------------- | --------------- |
| Pierre Fradette          | Sans opposition | Sans opposition |

### Saint-Nazaire-de-Dorchester
Résultats
|             | Élection (2017)                                                                                | Dissolution (2021)                                                                             | Élection (2021)                                                                                       |
| Maire       | Clément Fillion                                                                                | Clément Fillion                                                                                | Stéphane Turgeon                                                                                      |
| Conseillers | Jacques Bruneau Francine Garneau Denis Tanguay Nadia Vallières Luc Lachance Véronique Lachance | Jacques Bruneau Francine Garneau Denis Tanguay Nadia Vallières Luc Lachance Véronique Lachance | Marie-Andrée Lapierre Francine Garneau Denis Tanguay Nadia Vallières Luc Lachance Lorie Gosselin Côté |

| Taux de participation :                | Taux de participation :                | Taux de participation :                | Taux de participation :                | Taux de participation :                | 67,8 % |
| Nombre de votes valides :              | Nombre de votes valides :              | Nombre de votes valides :              | Nombre de votes valides :              | Nombre de votes valides :              | 218    |
| Nombre de votes rejetées à la mairie : | Nombre de votes rejetées à la mairie : | Nombre de votes rejetées à la mairie : | Nombre de votes rejetées à la mairie : | Nombre de votes rejetées à la mairie : | 1      |
| Nombre d'électeurs inscrits :          | Nombre d'électeurs inscrits :          | Nombre d'électeurs inscrits :          | Nombre d'électeurs inscrits :          | Nombre d'électeurs inscrits :          | 323    |

| Candidats pour la mairie                   | Vote | %     |
| ------------------------------------------ | ---- | ----- |
| Stéphane Turgeon                           | 133  | 61,01 |
| Jacques Bruneau (Sortant d'un autre poste) | 85   | 38,99 |

| Candidats conseiller #1 | Vote | %     |
| ----------------------- | ---- | ----- |
| Marie-Andrée Lapierre   | 115  | 53,24 |
| France Germain          | 86   | 39,81 |
| Jean-Charles St-Louis   | 15   | 6,94  |

| Candidats conseiller #2     | Vote            | %               |
| --------------------------- | --------------- | --------------- |
| Francine Garneau (Sortante) | Sans opposition | Sans opposition |

| Candidats conseiller #3 | Vote            | %               |
| ----------------------- | --------------- | --------------- |
| Denis Tanguay (Sortant) | Sans opposition | Sans opposition |

| Candidats conseiller #4    | Vote            | %               |
| -------------------------- | --------------- | --------------- |
| Nadia Vallières (Sortante) | Sans opposition | Sans opposition |

| Candidats conseiller #5 | Vote            | %               |
| ----------------------- | --------------- | --------------- |
| Luc Lachance (Sortant)  | Sans opposition | Sans opposition |

| Candidats conseiller #6 | Vote            | %               |
| ----------------------- | --------------- | --------------- |
| Lorie Gosselin Côté     | Sans opposition | Sans opposition |

- Démission de Stéphane Turgeon, maire, en décembre 2022 en raison d'un manque de disponibilité[27]. Nadia Vallières, conseillère #4, exerce la fonction de mairesse suppléante pendant l'intérim[27].
- Démission de Nadia Vallières, mairesse suppléante et conseillère #4, le 30 mars 2023[28].
- Élection sans opposition de Nadia Vallières au poste de mairesse le 30 avril 2023[29].

| Candidats pour la mairie                   | Vote            | %               |
| ------------------------------------------ | --------------- | --------------- |
| Nadia Vallières (sortant d'un autre poste) | Sans opposition | Sans opposition |

- Élection sans opposition de Stéphane Fillion, conseiller #4, le 21 mai 2023[30].

| Candidats conseiller #4 | Vote            | %               |
| ----------------------- | --------------- | --------------- |
| Stéphane Fillion        | Sans opposition | Sans opposition |

### Saint-Nérée-de-Bellechasse
Résultats
|             | Élection (2017)                                                                                  | Dissolution (2021)                                                                               | Élection (2021)                                                                                          |
| Maire       | Pascal Fournier                                                                                  | Pascal Fournier                                                                                  | Pascal Fournier                                                                                          |
| Conseillers | Simon Villeneuve Sylvie Duchesneau Christiane Asselin Vincent Labrecque Lucie Breton Gilles Jean | Simon Villeneuve Sylvie Duchesneau Christiane Asselin Vincent Labrecque Lucie Breton Gilles Jean | Simon Villeneuve Aucune candidature Christiane Asselin Vincent Labrecque Lucie Breton Aucune candidature |

| Candidats pour la mairie  | Vote            | %               |
| ------------------------- | --------------- | --------------- |
| Pascal Fournier (Sortant) | Sans opposition | Sans opposition |

| Candidats conseiller #1    | Vote            | %               |
| -------------------------- | --------------- | --------------- |
| Simon Villeneuve (Sortant) | Sans opposition | Sans opposition |

| Candidats conseiller #2 | Vote | % |
| ----------------------- | ---- | - |
| Aucune candidature      |      |   |

| Candidats conseiller #3       | Vote            | %               |
| ----------------------------- | --------------- | --------------- |
| Christiane Asselin (Sortante) | Sans opposition | Sans opposition |

| Candidats conseiller #4     | Vote            | %               |
| --------------------------- | --------------- | --------------- |
| Vincent Labrecque (Sortant) | Sans opposition | Sans opposition |

| Candidats conseiller #5 | Vote            | %               |
| ----------------------- | --------------- | --------------- |
| Lucie Breton (Sortante) | Sans opposition | Sans opposition |

| Candidats conseiller #6 | Vote | % |
| ----------------------- | ---- | - |
| Aucune candidature      |      |   |

- Élection sans opposition de Jean Malo au poste de conseiller #2 et élection d'Allyson Bigot au poste de conseillère #6 le 28 novembre 2021[31].

| Candidats conseiller #2 | Vote            | %               |
| ----------------------- | --------------- | --------------- |
| Jean Malo               | Sans opposition | Sans opposition |

| Candidats conseiller #6 | Vote      | %     |
| ----------------------- | --------- | ----- |
| Allyson Bigot           | 173       | 58,84 |
| André Bouchard          | 121       | 41,16 |
| Bulletins rejetés       | 1         |       |
| Taux de participation   | 295 / 723 | 40,80 |

- Démission de Simon Villeneuve, conseiller #1, le 1er décembre 2022[32].
- Élection sans opposition d'Émilie Gauthier Côté au poste de conseillère #1 le 26 mars 2023[33].

| Candidats conseiller #1 | Vote            | %               |
| ----------------------- | --------------- | --------------- |
| Émilie Gauthier Côté    | Sans opposition | Sans opposition |

### Saint-Philémon
Résultats
|             | Élection (2017)                                                                                | Dissolution (2021)                                               | Élection (2021)                                                                        |
| Maire       | Daniel Pouliot                                                                                 | Daniel Pouliot                                                   | Daniel Pouliot                                                                         |
| Conseillers | René Lévesque Steeve Mercier Benoit jr. Talbot Roger Noel Pierre Dubeau Marilyn Therrien-Jolin | René Lévesque Steeve Mercier Benoit jr. Talbot Roger Noel Vacant | Marie-C. Carrier Steeve Mercier Benoit jr. Talbot Roger Noel Yvan Laflamme Lindsay Woo |

| Candidats pour la mairie | Vote            | %               |
| ------------------------ | --------------- | --------------- |
| Daniel Pouliot (Sortant) | Sans opposition | Sans opposition |

| Candidats conseiller #1 | Vote | %     |
| ----------------------- | ---- | ----- |
| Marie-C. Carrier        | 167  | 79,15 |
| René Lévesque (Sortant) | 44   | 20,85 |

| Candidats conseiller #2  | Vote            | %               |
| ------------------------ | --------------- | --------------- |
| Steeve Mercier (Sortant) | Sans opposition | Sans opposition |

| Candidats conseiller #3     | Vote            | %               |
| --------------------------- | --------------- | --------------- |
| Benoit jr. Talbot (Sortant) | Sans opposition | Sans opposition |

| Candidats conseiller #4 | Vote            | %               |
| ----------------------- | --------------- | --------------- |
| Roger Noel (Sortant)    | Sans opposition | Sans opposition |

| Candidats conseiller #5 | Vote            | %               |
| ----------------------- | --------------- | --------------- |
| Yvan Laflamme (Sortant) | Sans opposition | Sans opposition |

| Candidats conseiller #6 | Vote | %     |
| ----------------------- | ---- | ----- |
| Lindsay Woo             | 176  | 84,21 |
| Christian Labrecque     | 33   | 15,79 |

- Démission de Steeve Mercier, conseiller #2, le 5 juin 2023[34].
- Démission de Marie-C. Carrier, conseillère #1, peu avant le 14 août 2023[35].
- Élection par acclamation de Geneviève Emery au poste de conseillère #2 en septembre 2023[18]

| Candidats conseiller #2 | Vote            | %               |
| ----------------------- | --------------- | --------------- |
| Geneviève Emery         | Sans opposition | Sans opposition |

- Élection sans opposition d'Éric Laflamme au poste de conseiller #1 le 17 décembre 2023[36].

| Candidats conseiller #1 | Vote            | %               |
| ----------------------- | --------------- | --------------- |
| Éric Laflamme           | Sans opposition | Sans opposition |

### Saint-Raphaël
Résultats
|             | Élection (2017)                                                                              | Dissolution (2021)                                                                      | Élection (2021)                                                                   |
| Maire       | Gilles Breton                                                                                | Louise Aubé                                                                             | Richard Thibault                                                                  |
| Conseillers | Guylaine Larochelle Jérôme Carrier Mélanie Asselin Tonia Despont Louise Aubé Marie-Josée Roy | Guylaine Larochelle Jérôme Carrier Mélanie Asselin Tonia Despont Vacant Marie-Josée Roy | Guylaine Larochelle Gaetan Roy Samuel Roy Tonia Despont Michel Turcot Eric Trudel |

| Taux de participation :                | Taux de participation :                | Taux de participation :                | Taux de participation :                | Taux de participation :                | 42,5 % |
| Nombre de votes valides :              | Nombre de votes valides :              | Nombre de votes valides :              | Nombre de votes valides :              | Nombre de votes valides :              | 851    |
| Nombre de votes rejetées à la mairie : | Nombre de votes rejetées à la mairie : | Nombre de votes rejetées à la mairie : | Nombre de votes rejetées à la mairie : | Nombre de votes rejetées à la mairie : | 15     |
| Nombre d'électeurs inscrits :          | Nombre d'électeurs inscrits :          | Nombre d'électeurs inscrits :          | Nombre d'électeurs inscrits :          | Nombre d'électeurs inscrits :          | 2 040  |

| Candidats pour la mairie | Vote | %     |
| ------------------------ | ---- | ----- |
| Richard Thibault         | 688  | 80,85 |
| Laval Bérubé             | 163  | 19,15 |

| Candidats conseiller #1        | Vote            | %               |
| ------------------------------ | --------------- | --------------- |
| Guylaine Larochelle (Sortante) | Sans opposition | Sans opposition |

| Candidats conseiller #2  | Vote | %     |
| ------------------------ | ---- | ----- |
| Gaetan Roy               | 572  | 67,61 |
| Jérôme Carrier (Sortant) | 274  | 32,39 |

| Candidats conseiller #3 | Vote            | %               |
| ----------------------- | --------------- | --------------- |
| Samuel Asselin          | Sans opposition | Sans opposition |

| Candidats conseiller #4  | Vote            | %               |
| ------------------------ | --------------- | --------------- |
| Tonia Despont (Sortante) | Sans opposition | Sans opposition |

| Candidats conseiller #5 | Vote            | %               |
| ----------------------- | --------------- | --------------- |
| Michel Turcot           | Sans opposition | Sans opposition |

| Candidats conseiller #6 | Vote            | %               |
| ----------------------- | --------------- | --------------- |
| Eric Trudel             | Sans opposition | Sans opposition |

- Démission de Michel Turcot, conseiller #5, durant l'été 2022 en raison qu'il ne demeurait pas sur le territoire de la municipalité durant au moins 12 mois avant l'élection[37].
- Élection de Michel Turcot au poste de conseiller #5 le 2 octobre 2022[38].

| Candidats conseiller #5 | Vote | %     |
| ----------------------- | ---- | ----- |
| Michel Turcot (sortant) | 412  | 77,59 |
| Laval Bérubé            | 119  | 22,41 |
| Bulletins rejetés       | 3    |       |

### Saint-Vallier
Résultats
|             | Élection (2017)                                                                       | Dissolution (2021)                                                                  | Élection (2021)                                                                         |
| Maire       | Christian Lacasse                                                                     | Christian Lacasse                                                                   | Alain Vallières                                                                         |
| Conseillers | Pierre Desbiens Line Alain François Côté Nathalie Dubé Alain Vallières Anne Harrisson | Pierre Desbiens Line Alain Jocelyn Roy Nathalie Dubé Alain Vallières Anne Harrisson | Annie Harrisson Alain Bolduc Frédéric Lemieux Laurie Bouffard Marc Therrien Gladys Aubé |

| Taux de participation :                | Taux de participation :                | Taux de participation :                | Taux de participation :                | Taux de participation :                | 79,7 % |
| Nombre de votes valides :              | Nombre de votes valides :              | Nombre de votes valides :              | Nombre de votes valides :              | Nombre de votes valides :              | 716    |
| Nombre de votes rejetées à la mairie : | Nombre de votes rejetées à la mairie : | Nombre de votes rejetées à la mairie : | Nombre de votes rejetées à la mairie : | Nombre de votes rejetées à la mairie : | 16     |
| Nombre d'électeurs inscrits :          | Nombre d'électeurs inscrits :          | Nombre d'électeurs inscrits :          | Nombre d'électeurs inscrits :          | Nombre d'électeurs inscrits :          | 918    |

| Partis | Partis                               | Candidats pour la mairie                   | Vote | %     |
| ------ | ------------------------------------ | ------------------------------------------ | ---- | ----- |
|        | Visio-Action                         | Alain Vallières (Sortant d'un autre poste) | 373  | 52,09 |
|        | Démocratie et transparence en action | Gilbert Vallières                          | 343  | 47,91 |

| Partis | Partis                               | Candidats conseiller #1                     | Vote | %     |
| ------ | ------------------------------------ | ------------------------------------------- | ---- | ----- |
|        | Visio-Action                         | Annie Harrisson (Sortante d'un autre poste) | 364  | 50,98 |
|        | Démocratie et transparence en action | Guy Gosselin                                | 350  | 49,02 |

| Partis | Partis                               | Candidats conseiller #2 | Vote | %     |
| ------ | ------------------------------------ | ----------------------- | ---- | ----- |
|        | Démocratie et transparence en action | Alain Bolduc            | 377  | 51,50 |
|        | Visio-Action                         | Diane Breton            | 355  | 48,50 |

| Partis | Partis                               | Candidats conseiller #3 | Vote | %     |
| ------ | ------------------------------------ | ----------------------- | ---- | ----- |
|        | Démocratie et transparence en action | Frédéric Lemieux        | 397  | 55,37 |
|        | Visio-Action                         | Nathalie Dubé           | 320  | 44,63 |

| Partis | Partis                               | Candidats conseiller #4 | Vote | %     |
| ------ | ------------------------------------ | ----------------------- | ---- | ----- |
|        | Démocratie et transparence en action | Laurie Bouffard         | 383  | 52,97 |
|        | Visio-Action                         | Raymond Gouin           | 340  | 47,03 |

| Partis | Partis                               | Candidats conseiller #5 | Vote | %     |
| ------ | ------------------------------------ | ----------------------- | ---- | ----- |
|        | Visio-Action                         | Marc Therrien           | 369  | 51,25 |
|        | Démocratie et transparence en action | Jean Lemieux            | 351  | 48,75 |

| Partis | Partis                               | Candidats conseiller #6 | Vote | %     |
| ------ | ------------------------------------ | ----------------------- | ---- | ----- |
|        | Démocratie et transparence en action | Gladys Aubé             | 374  | 51,59 |
|        | Visio-Action                         | Johanne Rioux           | 351  | 48,41 |

### Sainte-Claire
Résultats
|             | Élection (2017)                                                                                 | Dissolution (2021)                                                                      | Élection (2021)                                                                         |
| Maire       | Denise Dulac                                                                                    | Guylaine Aubin                                                                          | Guylaine Aubin                                                                          |
| Conseillers | Guylaine Aubin Luc Vaillancourt Nathalie St-Pierre Lionel Tanguay Gaston Fortier Sylvie Leblond | Vacant Luc Vaillancourt Nathalie St-Pierre Lionel Tanguay Gaston Fortier Sylvie Leblond | Yves Bédard René Roy Guylaine Lemelin Jocelyn Lehouillier Gaston Fortier Sylvie Leblond |

| Taux de participation :                | Taux de participation :                | Taux de participation :                | Taux de participation :                | Taux de participation :                | 45,6 % |
| Nombre de votes valides :              | Nombre de votes valides :              | Nombre de votes valides :              | Nombre de votes valides :              | Nombre de votes valides :              | 1 270  |
| Nombre de votes rejetées à la mairie : | Nombre de votes rejetées à la mairie : | Nombre de votes rejetées à la mairie : | Nombre de votes rejetées à la mairie : | Nombre de votes rejetées à la mairie : | 16     |
| Nombre d'électeurs inscrits :          | Nombre d'électeurs inscrits :          | Nombre d'électeurs inscrits :          | Nombre d'électeurs inscrits :          | Nombre d'électeurs inscrits :          | 2 821  |

| Candidats pour la mairie  | Vote | %     |
| ------------------------- | ---- | ----- |
| Guylaine Aubin (Sortante) | 755  | 59,45 |
| Denis Forgues             | 427  | 33,62 |
| Clément Pouliot           | 88   | 6,93  |

| Candidats district #1 | Vote            | %               |
| --------------------- | --------------- | --------------- |
| Yves Béchard          | Sans opposition | Sans opposition |

| Candidats district #2      | Vote | %     |
| -------------------------- | ---- | ----- |
| René Roy                   | 104  | 51,49 |
| Luc Vaillancourt (Sortant) | 98   | 48,51 |

| Candidats district #3 | Vote            | %               |
| --------------------- | --------------- | --------------- |
| Guylaine Lemelin      | Sans opposition | Sans opposition |

| Candidats district #4 | Vote | %     |
| --------------------- | ---- | ----- |
| Jocelyn Lehouillier   | 145  | 84,30 |
| Julienne Ouellet      | 27   | 15,70 |

| Candidats district #5    | Vote            | %               |
| ------------------------ | --------------- | --------------- |
| Gaston Fortier (Sortant) | Sans opposition | Sans opposition |

| Candidats district #6     | Vote | %     |
| ------------------------- | ---- | ----- |
| Sylvie Leblond (Sortante) | 140  | 66,67 |
| Orens Vaillancourt        | 70   | 33,33 |

- Démission de René Roy, conseiller #2, peu avant le 21 février 2023[39].
- Élection sans opposition de Luc Vaillancourt au poste de conseillère #2 le 24 mars 2023[5].

| Candidats district #2 | Vote            | %               |
| --------------------- | --------------- | --------------- |
| Luc Vaillancourt      | Sans opposition | Sans opposition |